# Hanne Haugland
Hanne Haugland (Haugesund, 14 de dezembro de 1967) é uma ex-atleta norueguesa, campeã mundial salto em altura. Conquistou a medalha de ouro no Campeonato Mundial de Atletismo de 1997 em Atenas, Grécia.